# Лира, Карлос
Ка́рлос Ли́ра, полное имя — Карлус Эдуарду Лира Барбоса (port. Carlos Eduardo Lyra Barbosa) (11 мая 1933, Рио-де-Жанейро – 16 декабря 2023, там же) — бразильский композитор, гитарист и певец, видный представитель бразильской популярной музыки. Наиболее известен как автор музыкальных произведений в жанре босса-новы.

## Очерк биографии и творчества
Систематического музыкального образования Лира не получил, самостоятельно освоил игру на гитаре. В 1958 г. в Рио-де-Жанейро совместно с Роберту Менескалем основал школу игры на гитаре, где некоторое время преподавал. В 1959 г. выпустил первый сольный альбом «Carlos Lyra: bossa nova». 
В 1962 г. Лира принял участие в концерте, посвящённом босса-нове, который состоялся в нью-йоркском Карнеги-холле. Прозвучавшая (дважды) в программе концерта пьеса «Influência do jazz» («Влияние джаза») стала одним из хитов композитора. Среди других известных песен (преимущественно на стихи Р. Босколи и популярнейшего у бразильцев поэта Винисиуса ди Морайса): «Coisa mais linda» («Самая красивая»), «Maria Moita», «Maria ninguém» («Некто Мария»), «Minha namorada» («Моя девушка»), «Primavera» («Весна»), «Samba do carioca» («Самба [народа] кариока»), «Saudade fez um samba» («Саудаде стало самбой»), «Se é tarde me perdoa» («Если уже поздно, прости меня»), «Você e eu» («Ты и я»), Aruanda» [в бразильской языческой мифологии — райская страна).  
Свои песни Лира пел и записывал сам в типичной для босса-новы безыскусной крунерской манере – в ансамбле с другими музыкантами, например на LP-альбоме «The sound of Ipanema» (1964) с участием американского саксофониста Пола Уинтера. Его песни исполняли многие известные (главным образом, бразильские) музыканты: Жуан Жилберту, Роберту Менескаль, Мария Бетания, Каэтану Велозу, Аструд Жилберту, Гал Коста, Нара Леан, Лейла Пиньейру, Элиана Элиас, Элис Режина. 
Вступительный рифф из песни Лиры «Maria Moita» (1964) использован как остинатный рифф в композиции «Smoke on the water» (записана в 1971) рок-группы Deep Purple. Песню «Maria ninguém» записала (на португальском языке) на лейбле Philips Records Брижит Бардо, её называла своей любимой песней Жаклин Кеннеди. Популярные песни Лиры (в разных исполнениях) вошли в CD-компиляцию «Songbook Carlos Lyra», которая была опубликована на лейбле Lumiar Discos в 1994 г.
В 2005 г. Лира выступил в роли ведущего (совместно с Менескалем) как представитель «первого поколения» босса-новы в полнометражном документальном фильме «Coisa mais linda» (режиссёр П. Тиагу). 
Лира — автор двух книг по астрологии (1978, 1994) и книги мемуаров (2008).
Дочь Кай Лира (р. 1971) — эстрадная певица (поёт главным образом на английском языке).